# Plaza de la Ciudadela (Lucca)
Plaza de la Ciudadela (en italiano: Piazza Cittadella) es una plaza ubicada en la ciudad de Lucca, en la región de Toscana, Italia. Esta plaza es conocida principalmente por albergar un monumento dedicado a Giacomo Puccini, el famoso compositor de ópera nacido en Lucca.

## Historia
La Plaza de la Ciudadela tiene una historia rica y variada que se entrelaza con la evolución de la ciudad de Lucca. Aunque la plaza ha sido un espacio público importante durante siglos, su notoriedad aumentó significativamente con la colocación del monumento a Giacomo Puccini, que se erigió para honrar al célebre compositor local. La plaza ha sido un punto de encuentro y un lugar emblemático para eventos y celebraciones en la ciudad.

## Monumento a Giacomo Puccini
El elemento más destacado de la plaza es el monumento a Giacomo Puccini, una estatua de bronce que representa al compositor sentado con gran elegancia. La estatua se encuentra en el centro de la plaza y atrae la atención de todos los que pasan por allí. Puccini, nacido en 1858, es una de las figuras más ilustres de Lucca y su música ha dejado una huella perdurable en la historia de la ópera.

## Casa Museo Puccini
Además, en la plaza se encuentra la casa donde nació Puccini, conocida como el Puccini Museum Casa Natale. Este museo permite a los visitantes ver objetos personales del compositor, como documentos, notas, muebles y el piano en el que compuso algunas de sus obras más conocidas. La casa está llena de recuerdos de la infancia y juventud del gran artista, proporcionando una visión íntima de su vida y obra.

## Actividades Comerciales

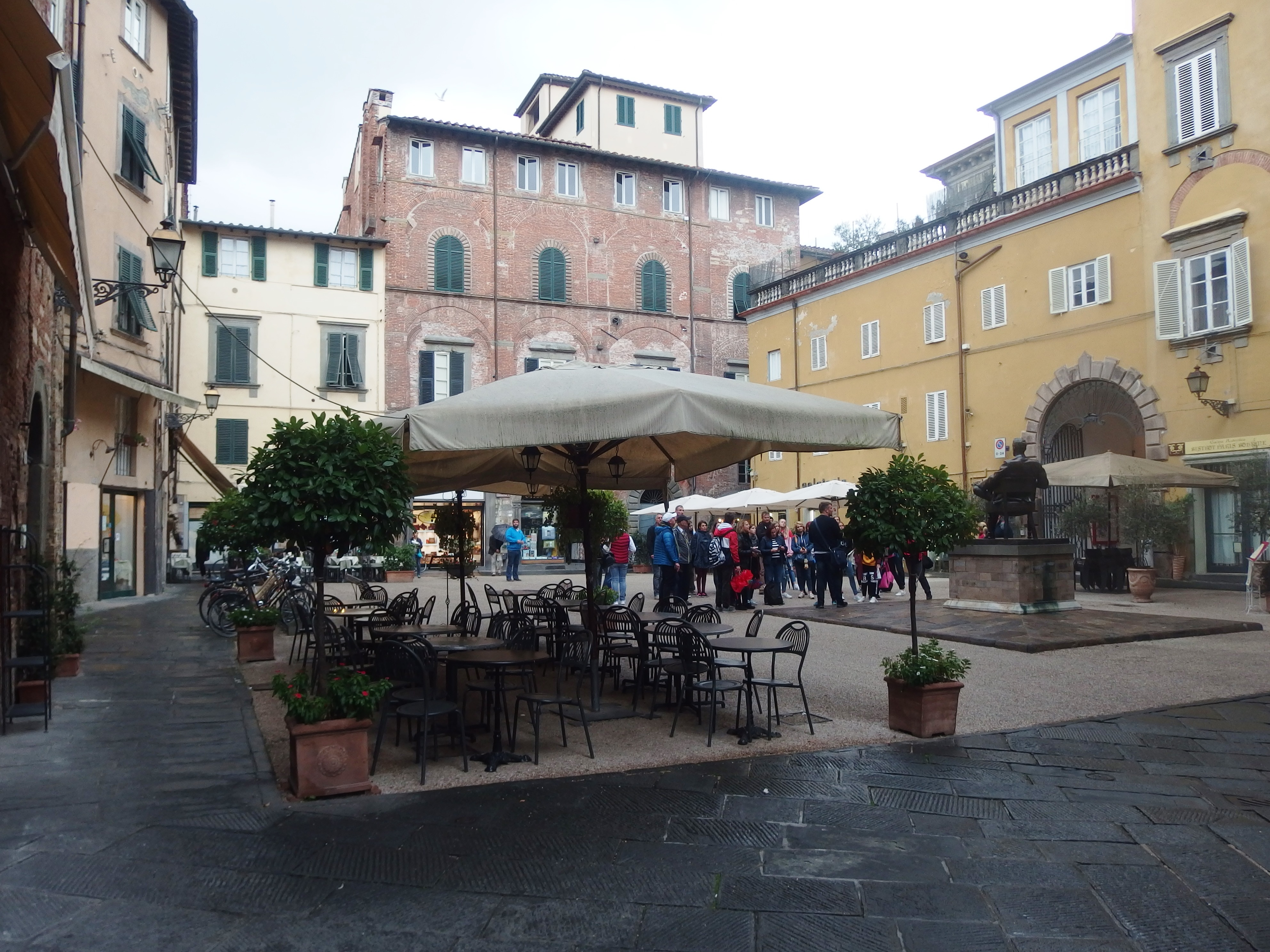
Vista desde via Poggio

La Plaza de la Ciudadela es también un lugar de actividad comercial, con varios bares, restaurantes y tiendas. Entre estos se encuentra la Osteria Tosca, Bistrot Paris Boheme, Madama Butterfly, Caffè Manon Lescaut entre otros. Los turistas pueden disfrutar de una comida en uno de los numerosos establecimientos gastronómicos que rodean la plaza.